# Jana Andreescu
Jana Andreescu (n. 6 iunie 1951, Brăila), grafician, care și-a configurat în timp un stil propriu, un mod de transfigurare a obiectelor obișnuite prin alăturări inedite, dar mai ales prin acea tendință, conștient cultivată, de a descoperi “fața ascunsă“, de a dezvălui prin gest și culoare (Mariana Cocoș).

## Studii
A absolvit Școala Generală nr. 10 (1966) și Liceul “N. Bălcescu” (1970) din orașul natal, apoi Facultatea de Desen (1973) și Facultatea de Muzeologie (1981) din cadrul Academiei de Arte București. Profesor la Liceul de Artă “D. Cuclin” și la Colegiul Universitar STUDIUM din Galați.

## Activitatea profesională
A deschis, între 1973- 2010, 16 expoziții personale, toate la Galeriile de Artă Galați. Expoziții de grup: Galați (1979, 1985, 1988, 2000, 2001), București (1996, 2000), Constanța (2001). Din 1995, membră a Grupului AXA, participând cu acesta, până în 2001, la 17 expoziții. Expoziții naționale (selecții): 1954 - Cluj; 1995 - Teatrul Național “Salonul de Grafică”; 1990, 1999 - Muzeul de Artă Vizuală Galați; 2001 - expoziție la Conferința Națională KIWANIS. Expoziții internaționale de grup: 1997 - Grupul AXA la Centrul Cultural Român, Paris; 1998 - Galeria ANNE CHEZ Paris; 2000 - Expoziția internațională de acuarelă SINAI-DE CHI - Roma; 2000 - “International Danubian Art”- Galați; 1999 - Expoziție itinerantă: IFUW (organizația internațională a femeilor), Viena, Freiburg; 2001 - grafică umoristică - Belgia; 2001 - expoziția personală la Centrul Cultural Român - Veneția, Italia. În 2010 a avut două expoziții personale, una la Roma, iar cealaltă la Brașov; cea din Italia a fost realizată la cererea Academiei Române cu acordul Institutului Cultural Român. Călătorii de documentare: Rusia-1989, Ucraina - 1989, Franța - 1997, Italia -1998 și 2001, Bulgaria - 2001. Distinsă, în anul 1999, cu premiul municipiului Galați pentru activitate plastică cu Grupul AXA. Are lucrări în colecții în țară și în străinătate: Italia, S.U.A., Grecia, Israel, Germania, Franța, Danemarca. Participă la tabăra de creație de la Dragoslavele din 1999.